# فيليس أورسيني

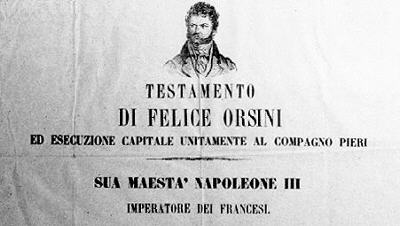
إعلان من خمسينيات القرن التاسع عشر يظهر أورسيني

فيليس أورسيني (10 ديسمبر/ كانون الأول 1819 - 13 مارس/ آذار 1858) ثوري إيطالي وزعيم حركة كاربوناري حاول اغتيال نابليون الثالث، إمبراطور الفرنسيين.

## روابط خارجية
- فيليس أورسيني على موقع الموسوعة البريطانية (الإنجليزية)
- فيليس أورسيني على موقع إن إن دي بي (الإنجليزية)